# Johnny Albino
Juan Antonio Albino Ortiz (Yauco; 19 de diciembre de 1919 - Queens; 7 de mayo de 2011), conocido también artísticamente como Johnny Albino, fue un cantante de boleros puertorriqueño-estadounidense.

## Biografía
Johnny Albino nació el 19 de diciembre de 1919 en Yauco, Puerto Rico. A muy temprana edad demostró gran interés por la música y le encantaba cantar. En el ejército de Estados Unidos, durante la Segunda Guerra Mundial, Albino prestó servicios en el cuerpo de Ingenieros del Ejército de los Estados Unidos y estudió comunicaciones como operador de telégrafo. Pero también encontró la forma de perseguir sus intereses musicales formando un cuarteto y cantando en eventos patrocinados por U.S.O. para los mecánicos. 
En 1946, Albino formó su primer trío Trío San Juan con Jaime Gozilez, primera guitarra, y José Ramón Ortiz, segunda voz. El grupo debutó en la ciudad de Nueva York. El salto a la fama de Albino vino como vocalista con algunos de los tríos más famosos de esa época. Con el Trío San Juan, cantó canciones muy conocidas y ahora clásicas, tales como «Cosas como tú», «No sigamos pecando», «Plazos traicioneros», «Vuelve Cuando Quieres» y «Por el bien de los dos». El grupo tenía su propio sonido único; muy distinto de su archirrival e internacionalmente famoso Trío Los Panchos. El trío cantaba guarachas, pasodobles, boleros, y muchas canciones compuestas por el conocido compositor de esa era, Chago Alvarado. Alvarado era segunda voz en el trío y se mezcló bien con Albino y Martínez. 
Albino se integró posteriormente al Trío Los Panchos, reemplazando al vocalista líder, Julito Rodríguez. Su primera aparición con ellos fue como primera voz en un concierto en Buenos Aires. Él cantó con el trío desde 1958 hasta 1968, y ejecutó con gran éxito su papel, conocido en los Estados Unidos así como en toda América Latina, Europa y Asia, incluyendo Japón, donde grabó dos álbumes en japonés. Albino apareció en programas de televisión difundidos a nivel nacional en los Estados Unidos, tales como Johnny Carson y Ed Sullivan. También trabajó con estrellas como Frank Sinatra, Sammy Davis, Xavier Cugat, Nat King Cole y Steve Lawrence. Él también trabajó con Eydie Gormé, incluyendo dos álbumes que grabaron juntos, sin el resto del trío. 
Después de dejar Los Panchos debido a graves desavenencias caracterizadas por demandas legales de ambas partes, Albino volvió a grabar con varios otros tríos y solo; siempre manteniendo la calidad de claridad y fuerza vocal que le hicieron un ingrediente tan esencial en el éxito de los tríos anteriores con los que se le asocia siempre. 
La discografía de Albino incluye más de 300 álbumes en una carrera larga e ilustre. Él también realizó numerosas giras de conciertos por todo el mundo en lugares como Japón, Hong Kong, Singapur, Egipto, Israel, y por toda Europa y América Latina. 
Más recientemente, con una voz perfectamente preservada, Albino se unió a Julito Rodríguez en el año 2000 para conmemorar el famoso Trío Los Panchos y los éxitos de sus respectivas épocas con la banda. Hasta el día de su muerte, Albino vivía en Nueva York, dedicado a su familia y a su música.

## Fallecimiento
El 7 de mayo de 2011, a consecuencia de un infarto cardiaco masivo sorpresivo, fallece el cantante Johnny Albino en un hospital de Long Island: su cuerpo fue velado en Queens, Nueva York, y sus restos fueron cremados.